# Johannes Honterus
Johannes Honterus (także Johann Honterus, Ioannes Honterus, Johannes Honter, pol. Jan Honter, ur. 1498 w Braszowie, zm. 23 stycznia 1549 tamże) – saskosiedmiogrodzki humanista, teolog i kartograf.
Pierwszą edukację otrzymał w Braszowie, prawdopodobnie od dominikanów. Studiował na Uniwersytecie w Wiedniu (1500-1525) od 1530 wykładał w Krakowie, był nauczycielem Izabeli Jagiellonki. W stolicy Rzeczypospolitej wydał swoją pierwszą książkę (o greckiej i łacińskiej gramatyce). Był autorem pierwszej mapy Siedmiogrodu, wydanej w Bazylei w 1532, oraz wielu innych map Europy.
W latach 30. XVI wieku wrócił w rodzinne strony, gdzie m.in. otworzył pierwszą siedmiogrodzką drukarnię (1539) i gimnazjum (1542). Był też gorliwym krzewicielem protestantyzmu w Siedmiogrodzie. W 1544 wydał spis saskiego prawa cywilnego (compendium iuris civilis in usum civitatum ac sedium Saxonicarum in Transylvania).

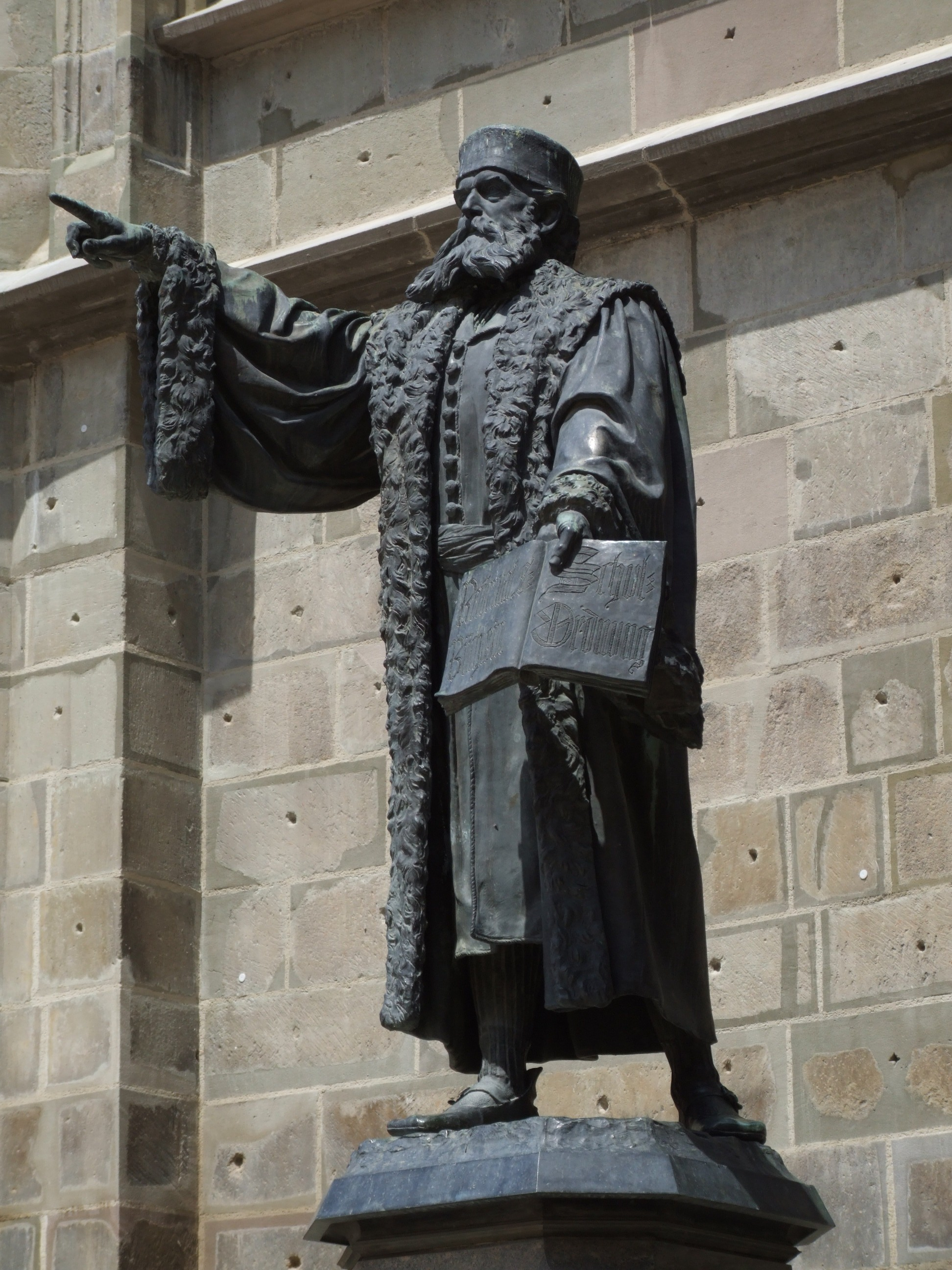
Pomnik Honterusa przed Czarnym Kościołem w Braszowie
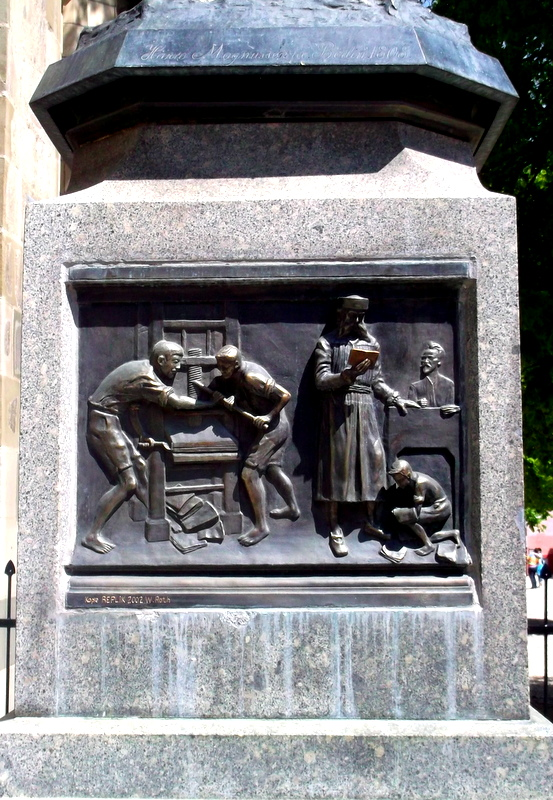
Płaskorzeźba na cokole pomnika Johannesa Honterusa w Braszowie
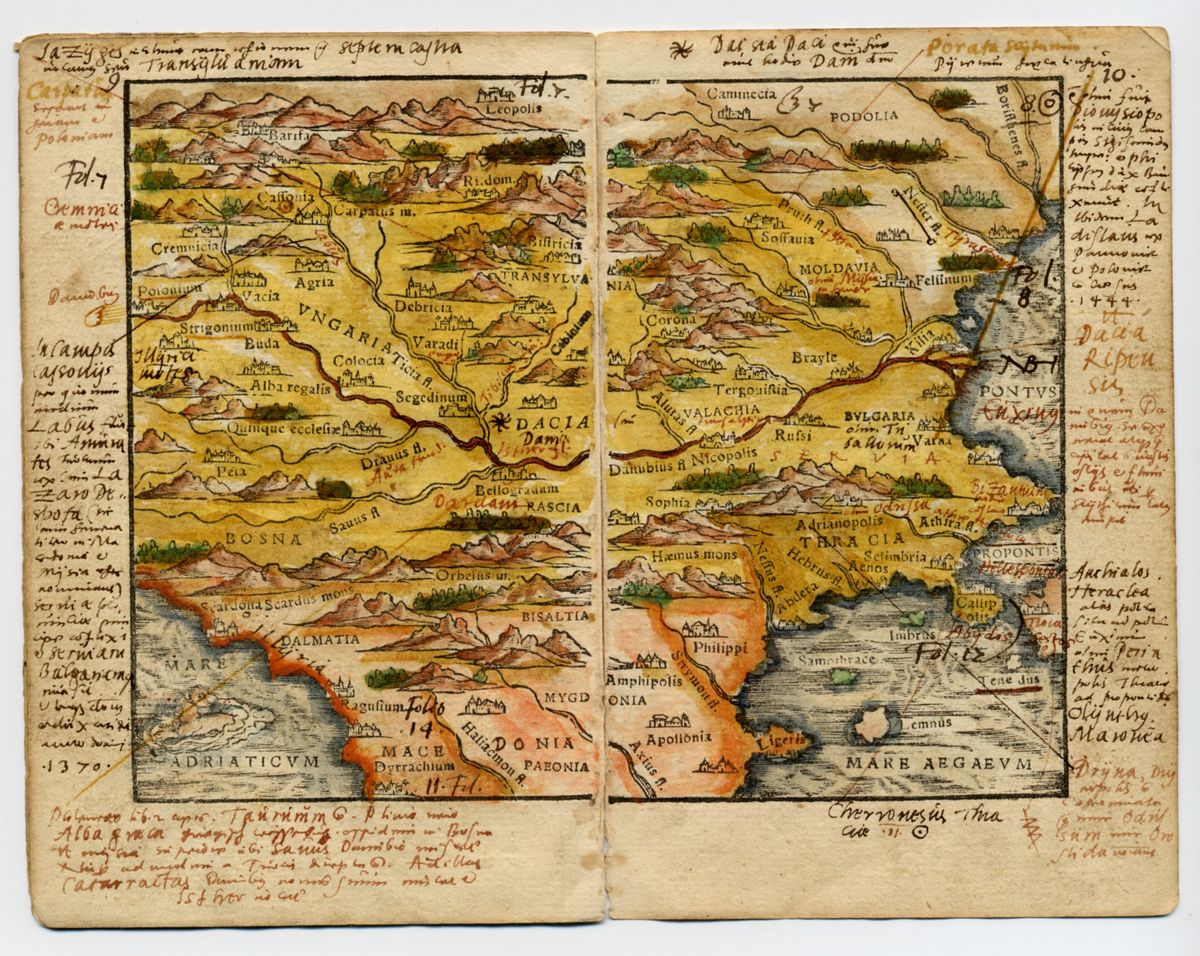
Mapa południowo-wschodniej Europy autorstwa Honterusa, opublikowania w 1542 w Rudimenta Cosmographica
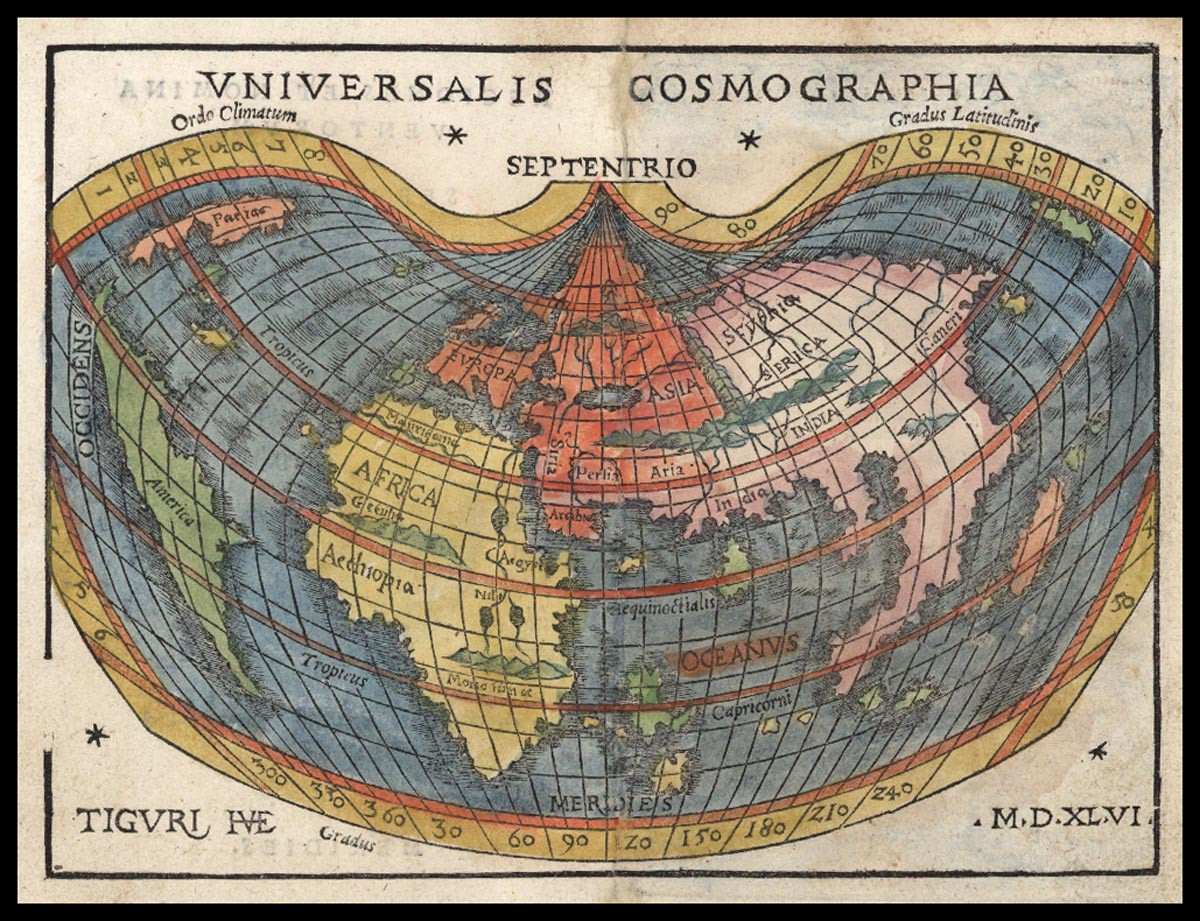
Mapa świata, 1546
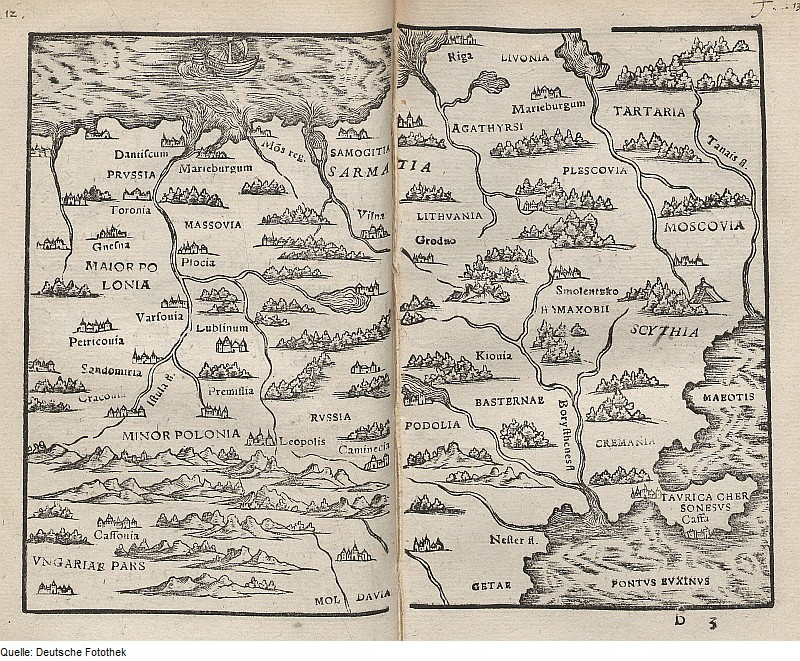
Mapa Sarmacji, 1552